# Grynex spinosus
Grynex spinosus là một loài bọ cánh cứng trong họ Cerambycidae.